# Markos Garsija Bareno
Markos Garsija Bareno, poznat kao Markos ili Markitos (21. mart 1987) španski je profesionalni fudbaler koji igra za fudbalski klub Sabadell kao levi vezni igrač.

## Fudbalska karijera
Rođen je u Sant Antoni de Portmany, Ibiza, Balearic Islands, Marcos je produkt Villarreal CF sistema za mlade, svoj prvi timski uspeh postigao je 24. septembra 2011. pobedom nad Real Zaragoza sa rezultatom 3–2. U toku sezone je bio važno ofanzivno oružje za petoplasirani tim u La Liga. Postignutim golovima obezbedio je svom timu pobedu nad Real Madrid (1–0) i FC Barcelona(2–0).